# Marcus Burghardt

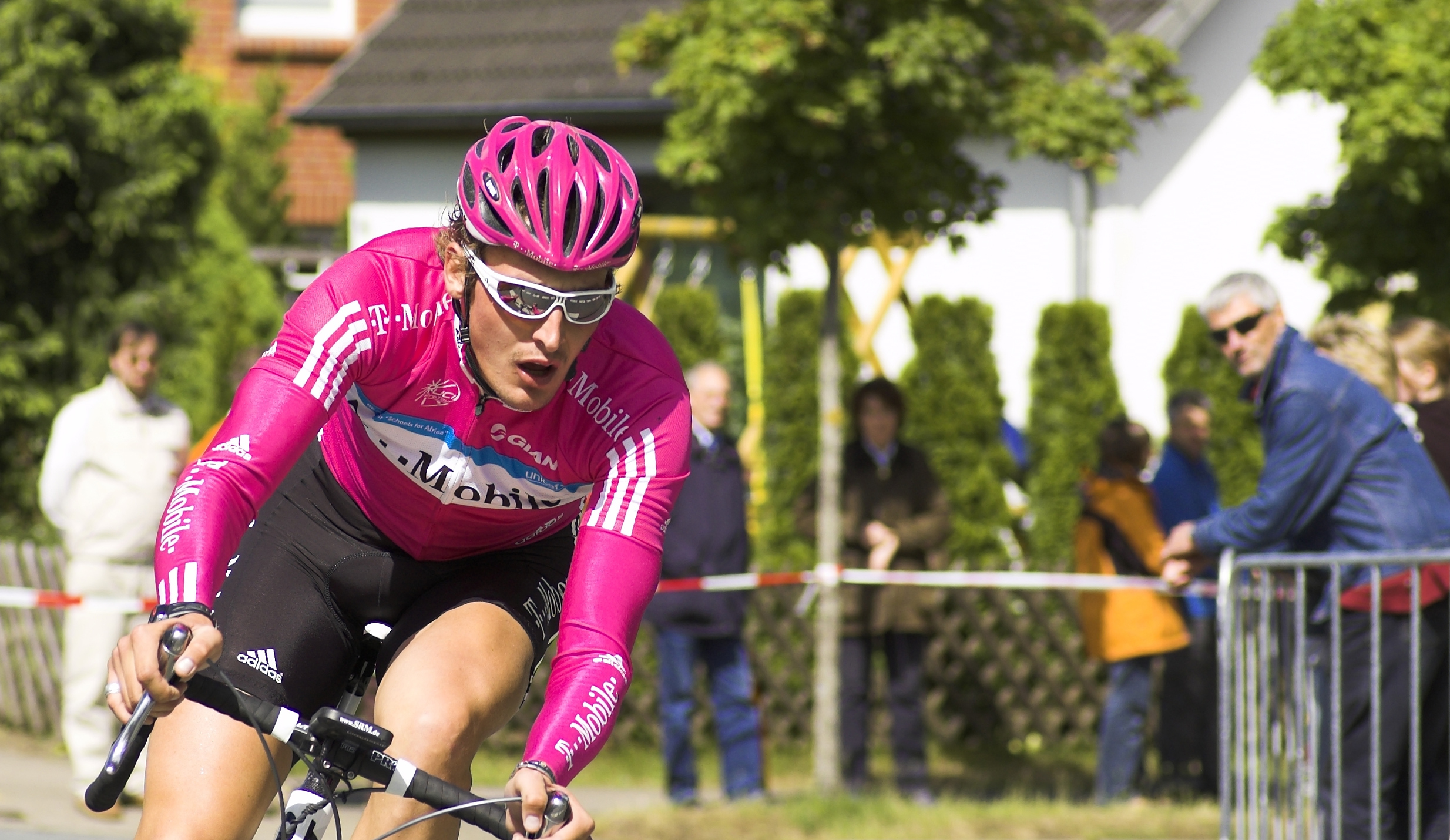
Marcus Burghardt beim 19. GP Buchholz 2007

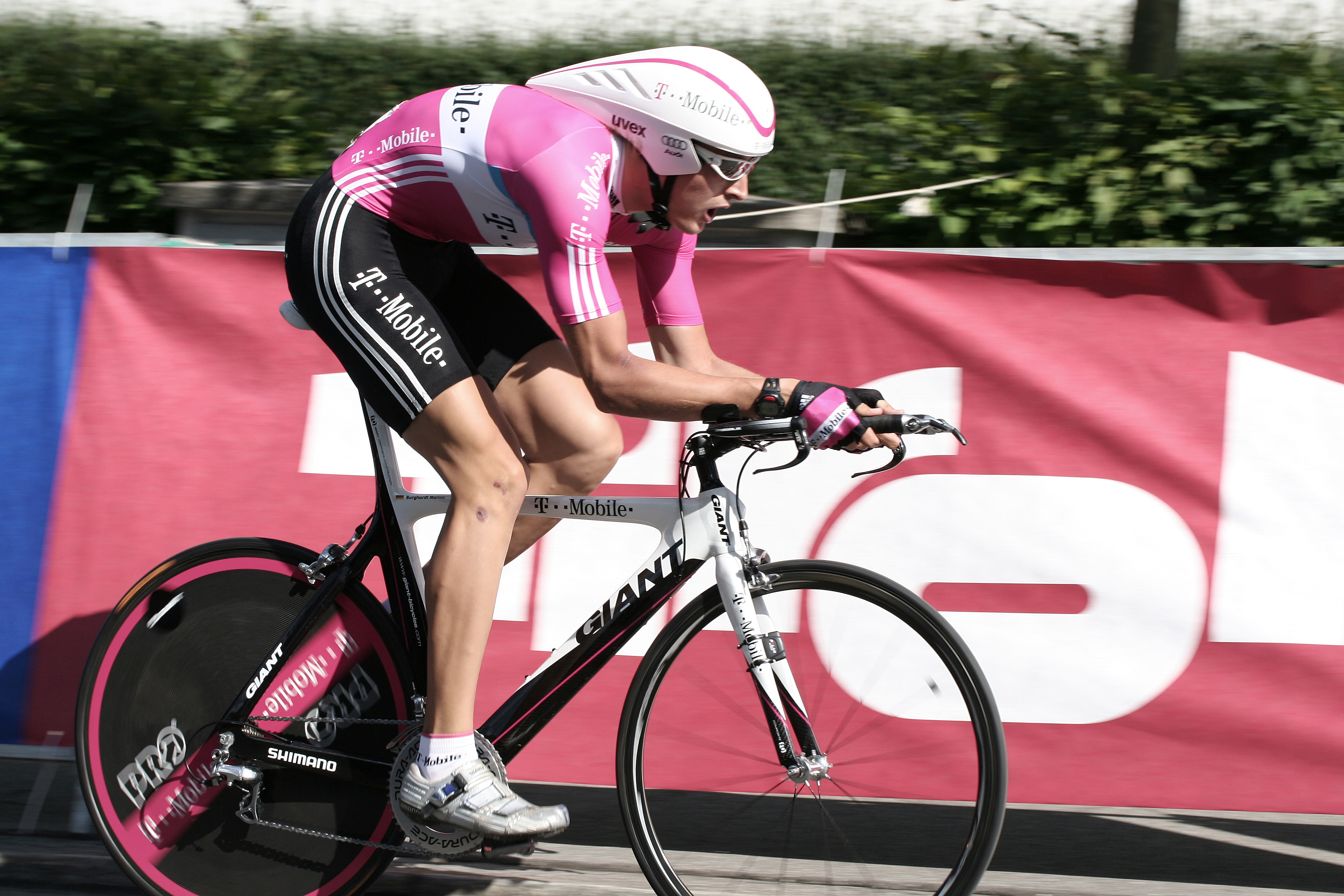
Burghardt bei der Tour de Suisse 2007, Olten

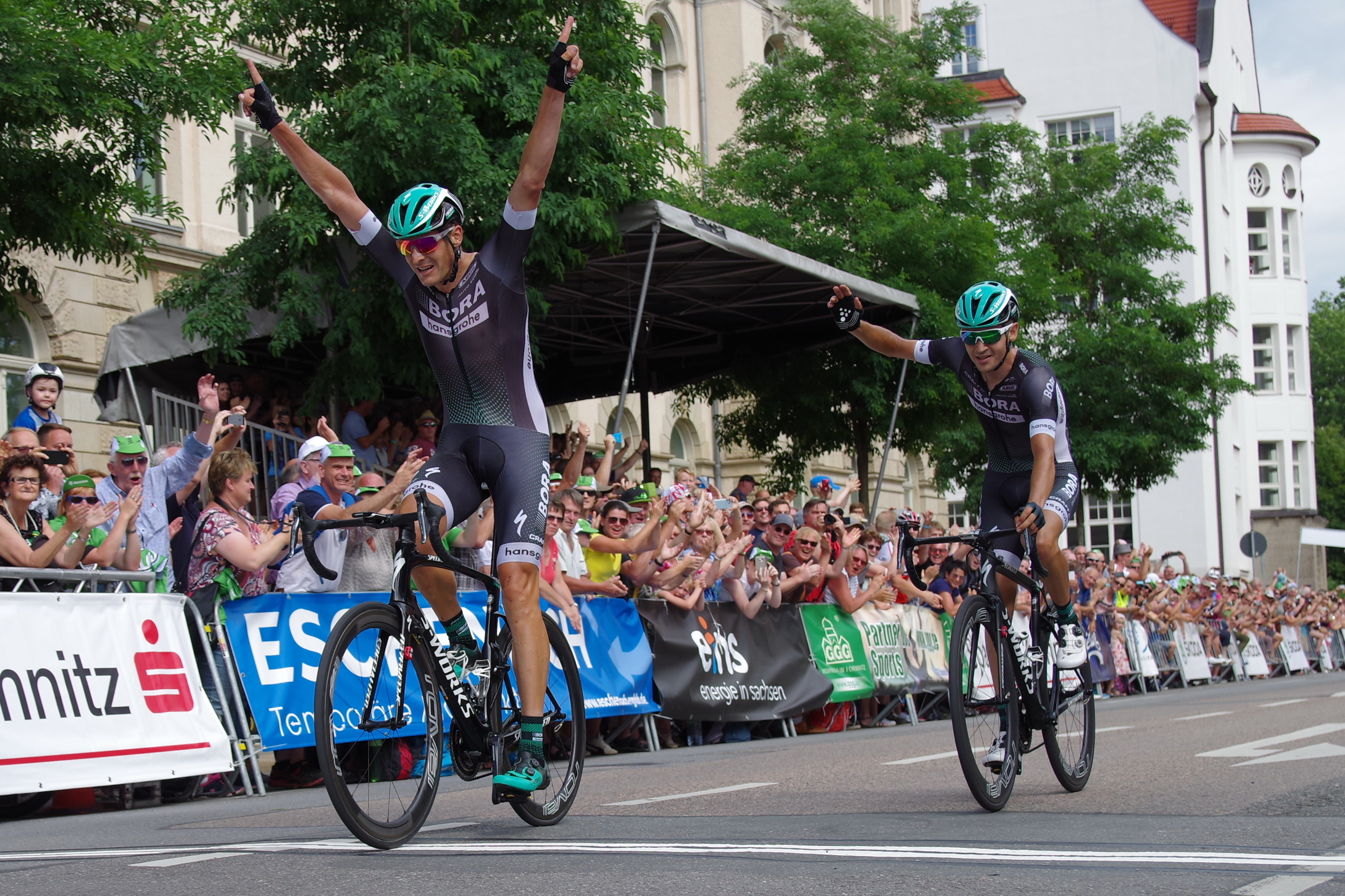
Burgharts Sieg bei den Deutschen Straßen-Radmeisterschaften 2017

Marcus Burghardt (* 30. Juni 1983 in Zschopau) ist ein ehemaliger deutscher Radrennfahrer. Er galt als starker Helfer. Zu seinen größten individuellen Erfolgen zählten der Sieg beim Klassiker Gent–Wevelgem 2007 und auf einer Etappe der Tour de France 2008 sowie der deutsche Meistertitel im Straßenrennen 2017.

## Sportliche Laufbahn
Mit dem Radsport begann Marcus Burghardt 1993 im RSV 54 Venusberg im Erzgebirge. Als Junior erreichte er einen deutschen Meistertitel im Einzelzeitfahren. Seine größten Erfolge als Nachwuchsfahrer waren der Sieg in der Gesamtwertung der Trofeo Karlsberg 2001, ein erster und ein zweiter Rang in der Gesamtwertung der Internationalen Drei-Etappen-Rundfahrt der Radjunioren in Frankfurt, der vierte Platz bei der U23-Ausgabe von Paris–Roubaix, ein erster Rang beim Bundesliga-Rennen in Gerlingen 2004 und zwei Tage die Führung des Giro delle Regioni 2004, den er als Zehnter beendete.
2004 erhielt Burghardt einen Vertrag beim Team T-Mobile und machte anschließend mit starken Leistungen bei Frühjahrsklassikern auf sich aufmerksam: 2007 wurde er Zwölfter der Flandern-Rundfahrt, nachdem er schon einen dritten Platz beim Halbklassiker E3-Preis erreicht hatte. Im April 2007 gewann er im Alter von nur 23 Jahren den belgischen Klassiker Gent–Wevelgem, nachdem er sich 1.500 Meter vor dem Ziel aus einer Ausreißergruppe hatte lösen können. Ebenfalls 2007 kollidierte er während einer Etappe der Tour de France mit einem vorbeilaufenden Hund, konnte aber anschließend weiterfahren.
2008 entschied Burghardt die 18. Etappe der Tour de France 2008 von Le Bourg-d’Oisans nach St. Etienne für sich. Er konnte sich hierbei früh zusammen mit Carlos Barredo vom Feld absetzen und den Zielsprint souverän für sich entscheiden. Aufgrund dieses Sieges wurde er mit der Ehrennadel des Sächsischen Radfahrer-Bundes ausgezeichnet. 2009 wurde er von seinem Team Columbia dennoch nicht für die Tour de France nominiert.
Im Jahr darauf wechselte Burghardt zum BMC Racing Team, wo er die folgenden sieben Jahre unter Vertrag stand. Bis auf 2015 startete er jährlich bei der Tour de France, ohne allerdings einen weiteren Sieg für sich verbuchen zu können. Er etablierte sich aber als „erstklassiger Helfer“,  der insbesondere seinen Kapitän Cadel Evans bei dessen Tour-de-France-Sieg 2011 unterstützte.
Im Frühjahr 2016 erlitt Burghardt bei einem schweren Sturz während der Tour Down Under einen Ellenbogenbruch und fiel rund zwei Monate aus. Bei der im Sommer darauf folgenden Tour de France erregte Burghardt Aufsehen, als bei einer Abfahrt während der 9. Etappe eine Höchstgeschwindigkeit von 130,7 km/h gemessen wurde.
Zu Beginn der Saison 2017 wechselte Burghardt nach sieben Jahren für BMC zum deutschen Team Bora-hansgrohe, bei dem auch Weltmeister Peter Sagan unter Vertrag stand.  Ende Juni 2017 wurde Burghardt in Chemnitz erstmals deutscher Straßenmeister. Sein zuvor bestes Ergebnis war der dritte Platz im Jahre 2015.
Am 9. August 2021 erlitt Burghardt 13 Kilometer vor dem Ende der 1. Etappe der Polen-Rundfahrt einen schweren Sturz und konnte keine Rennen mehr bestreiten. Sein Vertrag mit Bora-hansgrohe wurde nicht über das Jahr 2021 hinaus verlängert. Zu Beginn der Saison 2022 war er ohne Team, kündigte aber an, seine Karriere als Aktiver fortsetzen zu wollen. Im April 2022 erklärte er aber seinen Rücktritt vom aktiven Radsport, da die Rehafortschritte sich nicht im für die Fortführung der professionellen Karriere erforderlichen Umfang einstellten.

## Diverses
Weiterhin war Burghardt auch in der Nachwuchsförderung aktiv. Er fungierte als Sponsor des Marcus-Burghardt-Junior-Teams im Radsportverein 54 Venusberg.
Seit Sommer 2022 ist Burghardt kooptiertes Mitglied im Präsidium des BDR. Beruflich organisiert er Radrennen, betreut er Firmen-Events und ist als Moderator für Eurosport tätig.

## Erfolge
2007
- Gent–Wevelgem
- zwei Etappen 3 Länder-Tour

2008
- eine Etappe Tour de France

2010
- zwei Etappen und Punktewertung Tour de Suisse

2013
- Bergwertung Tour de Romandie

2015
- Mannschaftszeitfahren Vuelta a España

2017
- Deutscher Meister – Straßenrennen

2017
- Hammer Chase Hammer Sportzone Limburg

2019
- Deutscher Meister – Straßenrennen

## Grand-Tour-Platzierungen
| Grand Tour            | 2005 | 2006 | 2007 | 2008 | 2009 | 2010 | 2011 | 2012 | 2013 | 2014 | 2015 | 2016 | 2017 | 2018 | 2019 | 2020 | 2021 |
| --------------------- | ---- | ---- | ---- | ---- | ---- | ---- | ---- | ---- | ---- | ---- | ---- | ---- | ---- | ---- | ---- | ---- | ---- |
| Giro d’ItaliaGiro     | –    | –    | –    | –    | –    | –    | –    | –    | –    | –    | 70   | –    | –    | –    | –    | –    | –    |
| Tour de FranceTour    | –    | –    | 127  | 120  | –    | 161  | 164  | 58   | 98   | 154  | –    | 89   | 131  | 92   | 141  | –    | –    |
| Vuelta a EspañaVuelta | 76   | –    | –    | –    | –    | –    | –    | –    | –    | –    | DNF  | –    | –    | 149  | –    | –    | –    |